# Coals
Coals – polski duet muzyczny, w którego skład wchodzą Katarzyna Kowalczyk i Łukasz Rozmysłowski. 
Nazwa zespołu ściśle nawiązuje do znanego z kopalni węgla Śląska.

## Historia
Prestiżowy brytyjski magazyn The Quietus opisywał ich muzykę jako „marzycielski, eteryczny pop czerpiący na równi z elektroniki i elementów folku”. Po zaledwie pół roku istnienia zespół został zaproszony na takie festiwale jak OFF Festival, Open’er Festival, czy Soundrive Festival. 
Kasia i Łukasz otwierali także pierwszą w Polsce wideosesję dla legendarnej stacji KEXP, w której to również utwór “Weightless” został wybrany “piosenką dnia” w sierpniu 2015 roku. Wśród inspiracji Kasia i Łukasz wymieniają m.in. Soap&Skin, Spooky Black, Sigur Rós i Deana Blunta. 
Zespół ma za sobą występy na wielu zagranicznych festiwalach min. Iceland Airwaves, Primavera Sound, Positivus Festival czy Tune In Tel Aviv. Podczas ich wizyty w Reykjaviku nagrali kolejną wideosesję dla KEXP w słynnym Kex Hostel.
Zespół wydał 3 albumy studyjne i 3 minialbumy.

## Dyskografia
Albumy
| Rok  | Dane dot. albumu |
| ---- | --- |
| 2017 | Tamagotchi - Data: 13 października 2017 - Wytwórnia: wydanie własne, dystrybucja: Agora - Format: CD, digital download  |
| 2020 | docusoap - Data: 6 marca 2020 - Wytwórnia: TBA Music/ PIAS Recordings/ Mystic Production - Format: CD, digital download |
| 2024 | Sanatorium - Data: 22 marca 2024 - Wytwórnia: PIAS Recordings - Format: digital download, płyta winylowa                |

EP

| Rok  | Dane dot. albumu                                                                      |
| ---- | ------------------------------------------------------------------------------------- |
| 2014 | Homework - Data: 1 października 2014 - wydanie własne - Format: digital download      |
| 2019 | Klan - Data: 26 marca 2019 - Wytwórnia: CoalsCo - Format: digital download            |
| 2022 | Rewal - Data: 18 lutego 2022 - Wytwórnia: Coals/Asfalt - Format: CD, digital download |

### Single
| Rok  | Tytuł                                | Album      |
| ---- | ------------------------------------ | ---------- |
| 2014 | „Night Train”                        | Homework   |
| 2014 | „Weightless”                         | Homework   |
| 2014 | „Wiosna”                             | –          |
| 2014 | „Drunkboat”                          | –          |
| 2014 | „Shattered Mirrors”                  | Homework   |
| 2014 | „November”                           | Homework   |
| 2014 | „Veronica”                           | –          |
| 2015 | „Sting”                              | Homework   |
| 2016 | „RAVE03” feat. Bobkovski             | Tamagotchi |
| 2017 | „Lato2002”                           | Tamagotchi |
| 2017 | „S.I.T.C.”                           | Tamagotchi |
| 2017 | „VHS Nightmare” feat. Hatti Vatti    | Tamagotchi |
| 2019 | „FIVE PIECES”                        | –          |
| 2019 | „Entele, pentele” feat. Piernikowski | Klan       |
| 2019 | „Blue” feat. schafter                | Klan       |
| 2019 | „Satyna” feat.Dianka                 | Klan       |
| 2019 | „sleepwalker”                        | docusoap   |
| 2020 | „pearls”                             | docusoap   |
| 2020 | „plum”                               | –          |
| 2021 | „Miraż” feat. Żabson                 | Rewal      |
| 2021 | „ganc egal”                          | Rewal      |
| 2021 | „Lawa”                               | Rewal      |
| 2023 | „dzwony”                             | Sanatorium |
| 2024 | „nowy świat”                         |            |
| 2024 | „Plaza”                              |            |

## Nagrody i wyróżnienia
| Rok  | Konkurs        | Kategoria                      | Tytułem    | Rezultat  | Źródło |
| ---- | -------------- | ------------------------------ | ---------- | --------- | ------ |
| 2021 | Fryderyki 2021 | Album Roku Alternatywa         | docusoap   | Nominacja | [ 6 ]  |
| 2025 | Fryderyki 2025 | Album Roku Muzyka Alternatywna | Sanatorium | Nominacja | [ 7 ]  |